# محوى المشرع (الحديدة)

تعديل مصدري - تعديل

محوى المشرع هي إحدى قرى مديرية الجراحي بمحافظة الحديدة اليمنية، بلغ تعداد سكانها 2982 نسمة حسب الإحصاء الذي أجري عام 2004.